# Келлське абатство
Келлське абатство (ірл. Mainistir Cheanannais) — колишній монастир, який знаходиться в місті Келлс провінції Ленстер, Ірландія.
| Перша згадка в Ольстерських анналах                                                                                       | Перша згадка в Ольстерських анналах |
| --- | ----------------------------------- |
| Constructio noue civitatis Columbae Cille hi Ceninnus                                                                     |                                     |
| — AU 807.4 (Цитується по Hennessy, William M. (ed. & tr.) (1887). Annals of Ulster. Vol. 1: A.D. 431-1056. Dublin. P.292) |                                     |

Час заснування монастиря точно невідомий. Вперше Келлське абатство згадується в Ольстерських анналах під 806 (807), де згадується заснування церкви Святого Колумби. У тексті використане слово civitatis, яке відсилає до особливостей монастирсько-територіальної системи в ірландській церкві Раннього Середньовіччя на цьому місці. Посвячення церкви на честь Колумби вказує на те, що монастир був пов'язаний із монастирською парафією (давньоірл. paruchia) або familia святого Колумби на чолі з Іонським абатством. На те що заснування Келлського абатства тісно пов'язане з Йоною вказує і згадка в тих же Ольстерських анналах під 814 закінчення будівництва церкви у Келлсі іонським абатом-принцепсом (лат. princeps, давньоірл. airchinnech) Келлахом («finita constructione templi Cenindsa»), який одночасно покинув управління своїм монастирем. Заснований у час, коли вікінги почали свої набіги на Шотландію й Ірландію Келлс, мабуть, мав служити як місце де б могли переховуватись монахи його материнського монастиря та переховувати священні реліквії. З часом значення абатства росло разом із багатством, попри постійні руйнування, як вікінгами, так і ірландськими королями. В Келлсі з'являється значна мистецька школа, витвором якої, схоже є Келлська книга. Також монастир стає центром колумбанської родини, у чому свою роль зіграло те, що на його місці знаходився давній центр володінь південних І Нейлів.
Протягом XII століття Келлське абатство втрачало значення центру всіх монастирів традиції св. Колумби. Ця роль переходить до Деррі. У 1152 році тут проходить важливий для церковної реформи в Ірландії Келлський синод, що завершив формування дієцезіальної структури на території острова. Після англо-нормандського завоювання Келлс остаточно втратив своє значення. Абатство перестало існувати у 1539 році, внаслідок секуляризації під час Англійської Реформації, а його храм став парафіяльною церквою.